# Veronika Zvařičová
Veronika Zvařičová (* 8. Dezember 1988 in Krnov, Tschechoslowakei) ist eine ehemalige tschechische Biathletin.

## Leben
Zvařičová lebt in Staré Město. Die Studentin startete zunächst für den KB Jilemnice, später für SKP Jablonex, und wird von Lenka Faltusová trainiert. 2002 begann sie mit dem Biathlonsport, seit 2006 gehört sie zum tschechischen Nationalkader. Ihre ersten internationalen Rennen bestritt sie 2005 im Rahmen des Biathlon-Europacups in Obertilliach. 2006 trat sie bei ihren ersten Junioreneuropameisterschaften in Langdorf an und erzielte dort als bestes Resultat einen 28. Platz in der Verfolgung und wurde Siebte mit der Staffel. 2007 erreichte sie erste Top-Ten-Resultate im Europacup der Junioren. Die Junioren-EM in Bansko brachte mit den Rängen 18 in Sprint und Verfolgung sowie Platz neun im Einzel gute Ergebnisse. Ein Jahr später wurde in Nové Město na Moravě Platz 14 im Einzel bestes Ergebnis in einem Einzelrennen, mit der Staffel um Veronika Vítková gewann sie die Silbermedaille hinter der Staffel aus Russland. Auch die Juniorenweltmeisterschaft 2008 verlief für Zvaricova mit Platz 12 im Einzel, sieben im Sprint und acht in der Staffel recht gut. 2009 gewann sie bei den Juniorenweltmeisterschaften in Canmore mit Vítková und Gabriela Soukalová den Titel im Staffelrennen.
Seit 2008 tritt Zvařičová im Erwachsenenbereich an. Ihre ersten Rennen bestritt sie im Rahmen des IBU-Cups in Obertilliach. In Oberhof debütierte sie 2009 in einem Staffelrennen im Biathlon-Weltcup und wurde mit dem tschechischen Team Achte. Bei den Weltmeisterschaften in Pyeongchang belegte Veronika Zvařičová im Sprint Platz 22, ihre bislang beste Platzierung im Weltcup. In der Verfolgung wurde sie 36. und mit der tschechischen Staffel kam sie auf Rang 12. Zvařičová nahm an den Olympischen Winterspielen 2010 teil, im Sprint wurde sie 71. Zum zweiten Mal bei Weltmeisterschaften konnte sie 2012 in Ruhpolding teilnehmen. Im Einzel wurde sie 52., im Sprint 70. und mit Veronika Vítková, Barbora Tomešová und Jitka Landová Zehnte im Staffelrennen. In der Saison 2012/13 konnte Zvařičová zu Beginn der Saison als 34. eines Sprints in Östersund erstmals seit den Weltmeisterschaften 2009 die Punkteränge erreichen. Bestes Ergebnis überhaupt wurde in der Saison ein mit Vítková, Soukalová und Kristýna Černá erreichter dritter Rang im Staffelrennen von Ruhpolding. Nachdem sie 2012 in Osrblie als Viertplatzierte mit der Staffel bei den Europameisterschaften noch um einen Rang die Medaillenränge verpasst hatte, konnte Zvařičová 2013 mit Landová, Lea Johanidesová und Eva Puskarčíková als Schlussläuferin hinter der deutschen Vertretung mit der tschechischen Staffel die Silbermedaille gewinnen.
Während der Saisonvorbereitung wurde Zvařičová im Mai 2013 bei einem Verkehrsunfall von einem Auto angefahren und schwer verletzt.
Zum Ende der Saison 2017/18 beendete sie ihre Karriere als Profisportlerin.

## Biathlon-Weltcup-Platzierungen
Die Tabelle zeigt alle Platzierungen (je nach Austragungsjahr einschließlich Olympische Spiele und Weltmeisterschaften).
- 1.–3. Platz: Anzahl der Podiumsplatzierungen
- Top 10: Anzahl der Platzierungen unter den ersten zehn (einschließlich Podium)
- Punkteränge: Anzahl der Platzierungen innerhalb der Punkteränge (einschließlich Podium und Top 10)
- Starts: Anzahl gelaufener Rennen in der jeweiligen Disziplin

| Platzierung         | Einzel | Sprint | Verfolgung | Massenstart | Staffel | Gesamt |
| ------------------- | ------ | ------ | ---------- | ----------- | ------- | ------ |
| 1. Platz            |        |        |            |             |         |        |
| 2. Platz            |        |        |            |             |         |        |
| 3. Platz            |        |        |            |             | 1       | 1      |
| Top 10              |        |        |            |             | 4       | 4      |
| Punkteränge         | 1      | 2      | 1          |             | 12      | 16     |
| Starts              | 9      | 28     | 2          |             | 12      | 51     |
| Stand: Karriereende |        |        |            |             |         |        |

## Belege
1. ↑  Veronika Zvaricova: Schwerer Rollerskiunfall (Seite nicht mehr abrufbar, festgestellt im Februar 2023. Suche in Webarchiven)  Info: Der Link wurde automatisch als defekt markiert. Bitte prüfe den Link gemäß Anleitung und entferne dann diesen Hinweis.

| Personendaten    | Personendaten           |
| ---------------- | ----------------------- |
| NAME             | Zvařičová, Veronika     |
| KURZBESCHREIBUNG | tschechische Biathletin |
| GEBURTSDATUM     | 8. Dezember 1988        |
| GEBURTSORT       | Krnov, Tschechoslowakei |